# 梁城千户所
梁城千户所，明朝时设置的千户所。
建文二年（1400年）燕王朱棣置，治所在今天津市宁河县西北宁河镇。清朝雍正三年（1725年）省。四年复置。九年（1731年）改置宁河县。